# Religião na Antártida

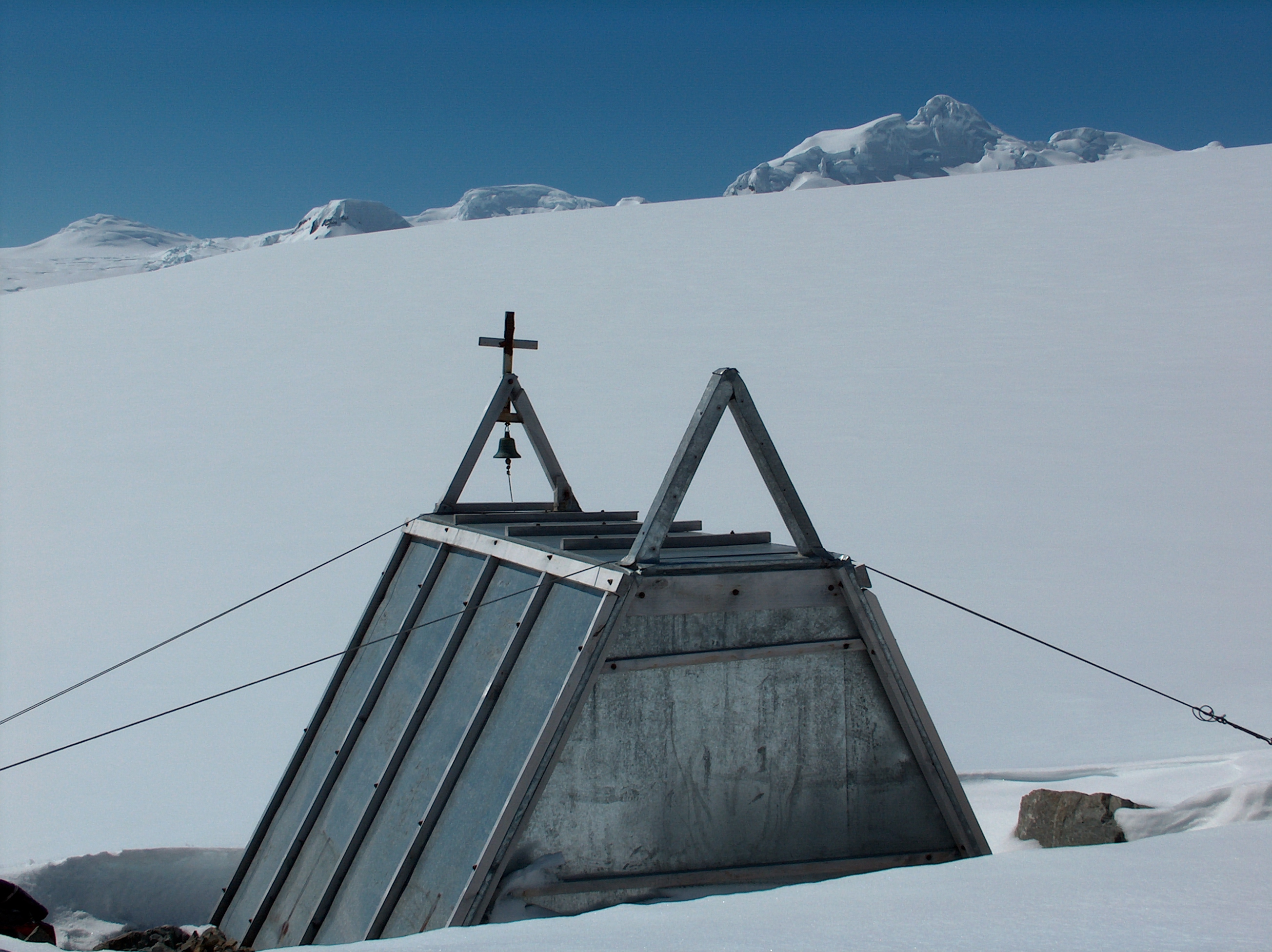
Capela de São João de Rila na base búlgara de São Clemente de Ohrid.

A religião na Antártida desempenha um papel importante na vida de muitos dos cientistas e pessoal estacionado nas várias estações de pesquisa, bases permanentes e acampamentos temporários no continente. De acordo com The Association of Religion Data Archives, 72,00% do pessoal na Antárctica são cristãos, 23,60% não-religiosos, 2,71% muçulmanos, 1,00% hindus e 0,70% budistas.
A Antártida conta com cinco edifícios para serviços religiosos: a Capela das Neves (uma capela cristã não-denominacional), a Igreja da Trindade (uma igreja russa ortodoxa na Estação Bellingshausen), a Capela de São João de Rila, na Base São Clemente de Ohrid, da Bulgária; Capela São Francisco de Assis e a Igreja de Santa Maria de La Paz na Villa Las Estrellas (uma comuna chilena em Magalhães e Antártica). O Programa Mundial Antártico pretende construir uma capela católica na Estação Mário Zucchelli (Baía Terra Nova), da Itália.